# Carex cryptostachys
Carex cryptostachys är en halvgräsart som beskrevs av Adolphe-Théodore Brongniart. Carex cryptostachys ingår i släktet starrar, och familjen halvgräs. Inga underarter finns listade i Catalogue of Life.